# Heinrich Leinweber

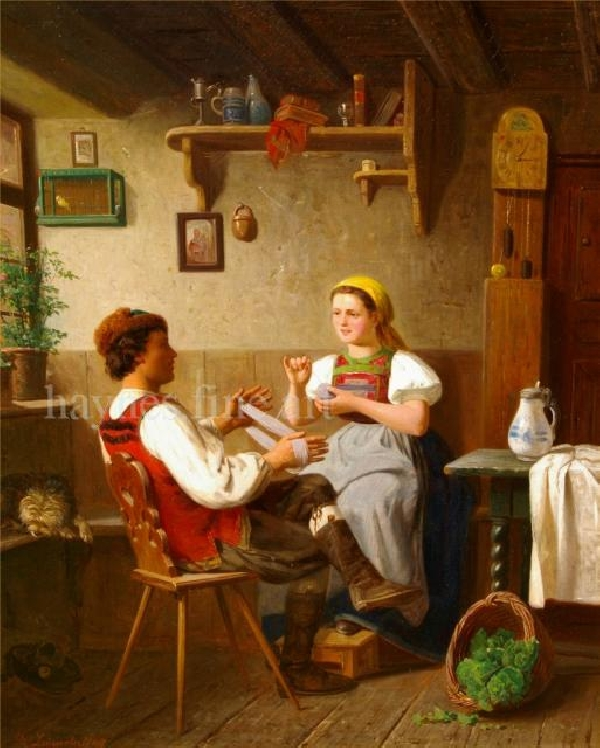
Ein glückliches Pärchen, 1868

Heinrich Leinweber (* 26. April 1836 in Fulda; † 11. Februar 1908 in Düsseldorf) war ein deutscher Maler.

## Leben
Heinrich Leinweber, Sohn eines Lakierers und Vergolders aus Fulda, studierte Malerei zuerst an der Kasseler Kunstakademie, seit dem 2. Juni 1855 an der Königlichen Akademie der Künste München und danach an der Königlichen Akademie der Schönen Künste in Antwerpen. Leinweber stellte seine Werke in Berlin seit 1868 aus. In Düsseldorf, wo er sich um 1869 im selben Haus wie der Maler Ernst Tannert, in der Rosenstraße niederließ, wurde er Mitglied des Künstlervereins Malkasten. 1872 heiratete Heinrich Leinweber eine Cäcilia geborene Arndt und wohnte mit ihr in ihrem Eigentum in der Hohenzollernstraße.